# فونیکس ایر
فونیکس ایر (به انگلیسی: Phoenix Air) یک شرکت هواپیمایی است که در ۱۹۷۸ میلادی تأسیس شده‌است. دفتر مرکزی فونیکس ایر در کارترسویل، جورجیا، جورجیا، ایالات متحده آمریکا واقع شده‌است.